# Trichiurus margarites
Trichiurus margarites är en fiskart som beskrevs av Li 1992. Trichiurus margarites ingår i släktet Trichiurus och familjen Trichiuridae. Inga underarter finns listade i Catalogue of Life.